# Naval Security Group

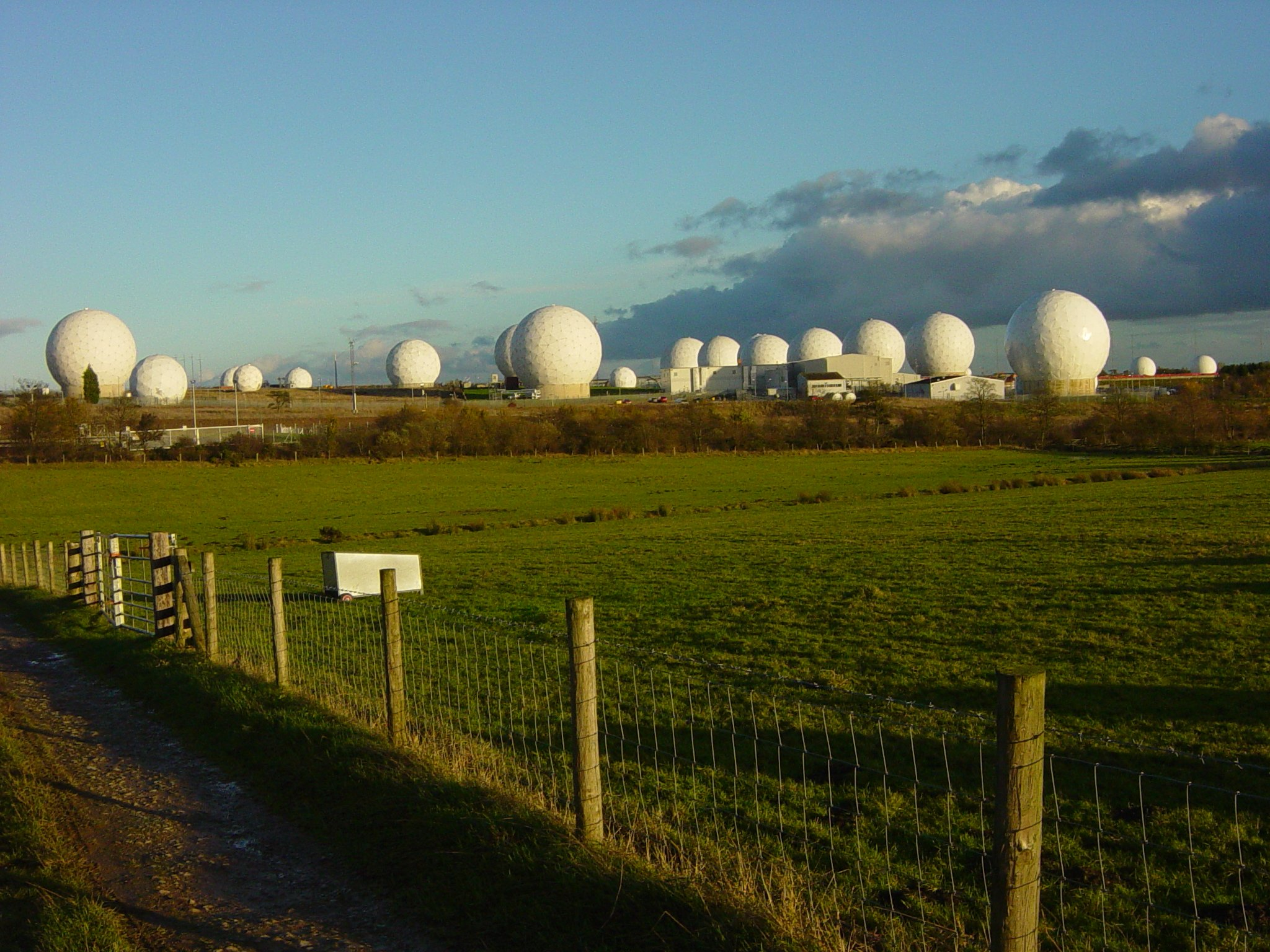
RAF Menwith Hill

Die Naval Security Group, kurz NAVSECGRU, war eine nachrichtendienstliche Einheit der United States Navy. Zu ihren Aufgaben zählte das Abhören von Funksignalen und anderer elektronischer Nachrichten sowie deren Analyse und Entzifferung (Signals Intelligence). Sie war von 1950 bis September 2005 aktiv und ging anschließend im Naval Network Warfare Command (NETWARCOM) auf. Die Naval Security Group war nicht nur Teil der Marine, sondern auch Teil des Central Security Services der National Security Agency.
Zu ihren weltweiten Zuständigkeitsbereichen zählte das ECHELON-System. Ein entsprechendes Dokument der Naval Security Group Command in Sugar Grove, West Virginia, aus dem Jahr 1992 machte ECHELON im Jahr 2000 bekannt.